# Inopeplus nigricorpus
Inopeplus nigricorpus là một loài bọ cánh cứng trong họ Salpingidae. Loài này được Sen Gupta & Mukhopadhyay miêu tả khoa học năm 1976.